# 阮穎嫻

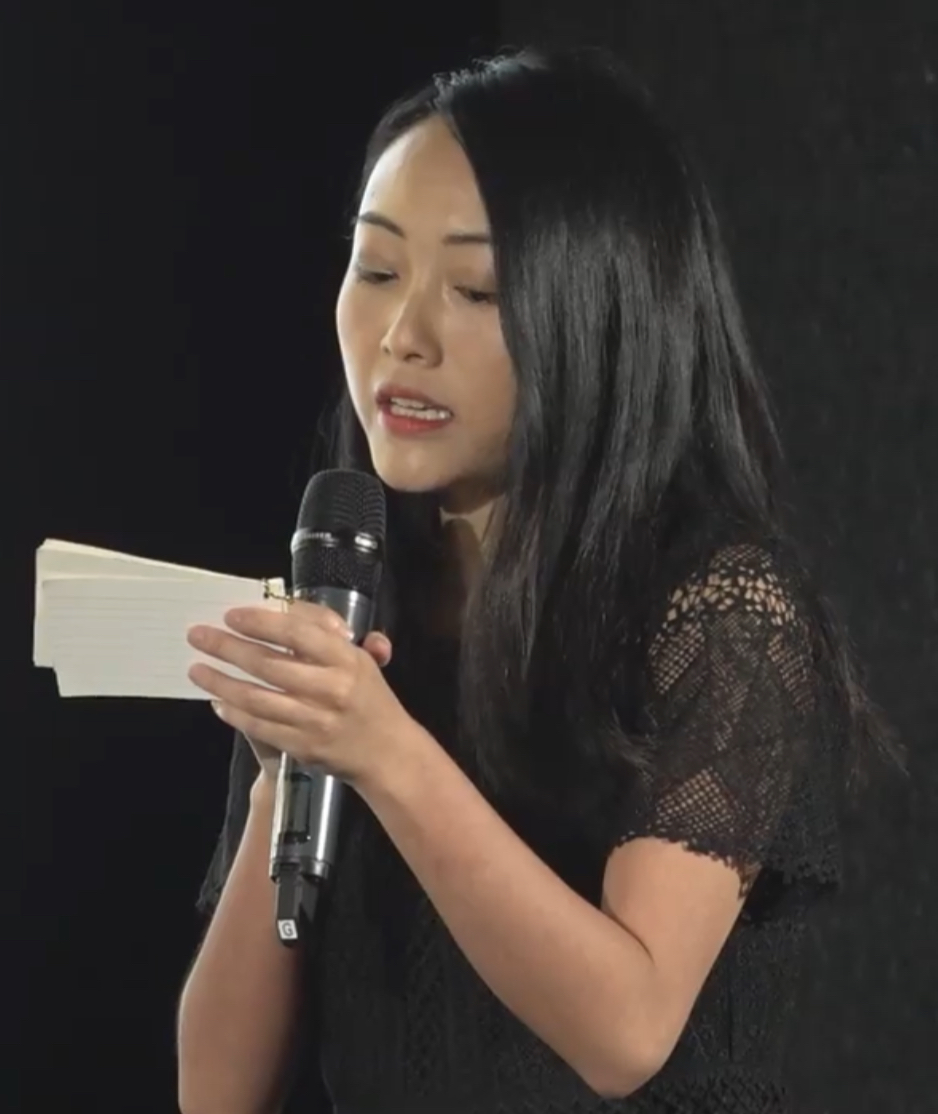
2020年6月27日，阮穎嫻以嘉賓身份出席由蘋果日報、立場新聞、D100、城寨四個媒體合辦民主派初選九龍西選舉論壇。

阮穎嫻博士（英語：Dr. Vera YUEN Wing Han），香港學者，香港大學經濟及工商管理學院講師。
阮穎嫻中學畢業於拔萃女書院，在香港科技大學取得工商管理學士學位後，負笈英國牛津大學取得理學碩士學位。2019年在香港大學取得哲學博士學位。

## 社會討論

### 港澳個人遊
2014年，阮推算，若果自由行的擁擠令香港人上下班各浪費10分鐘迫鐵路及塞車，則以全港僱員每周平均上班47小時及2012年香港生產總值（GDP）計，自由行將導致經濟學上達3.5% GDP（即超過700億港元）的負面界外效應，遠超自由行所帶來的1.3% GDP 效益。

### 黃色經濟圈
2019年，阮認為，消費者有自由選擇價值觀相近的店舖，達致「最大效益」，商戶則作為宣傳迎合去賺錢，以政治包裝的營商行為與主張環保的產品相類似，相反有些商戶不敢在某些報章刊登廣告、有公司要求員工噤聲等更值得令人關心。

## 選舉

#### 2016年香港選舉委員會界別分組選舉
2016年加入「高教界民主行動」參選高等教育界選委，其團隊獲民主300+推薦。其團隊最終以2,190票當選。
2017年3月，阮在兩篇文章〈「民主300+」非民主派〉和〈300+根本不是民主派〉中批評民主300+根本不是民主派，名不副實。文中說，民主300+的構成、內涵乃至當中的人物，非全然民主。有相當多的成員不是民主派，有與左報過從甚密的反佔中選委，「少數成員根本親建制，但在團隊的名單之內，一併當選」。有成員在加入時要求在隊名和政綱中刪去「民主」兩字；部分成員認為不需要聽市民聲音，最好不要做民調公投；亦有成員明言只看業界利益，不要談民主來妨礙他投票。而且，民主300+從來沒有表決機制，令部份選委很不滿，「選舉是喜出望外地成功突圍，投票是四分五裂和互相攻訐」。阮認為「『民主300+』要正名，最好叫『ABC（Anyone But CY）300+』」。

## 曾／現擔任之學術工作
- 香港浸會大學傳播系講師
- 香港大學經濟及工商管理學院助理講師
- （現時）香港大學經濟及工商管理學院講師

## 其他
阮穎嫻為香港電台電視部製作的一系列清談節目五夜講場 2018「學人講經濟」的主持之一，節目討論經濟學話題；2019年，擔任「學人串社科」的主持之一。

## 外部連結
- 阮穎嫻，香港大學網站 （页面存档备份，存于）